# Cuprostibite
La cuprostibite è un minerale.